# Culture de l'Ordos (Préhistoire)
Pour les articles homonymes, voir Ordos.
Pour l’article homonyme, voir Culture de l'Ordos.

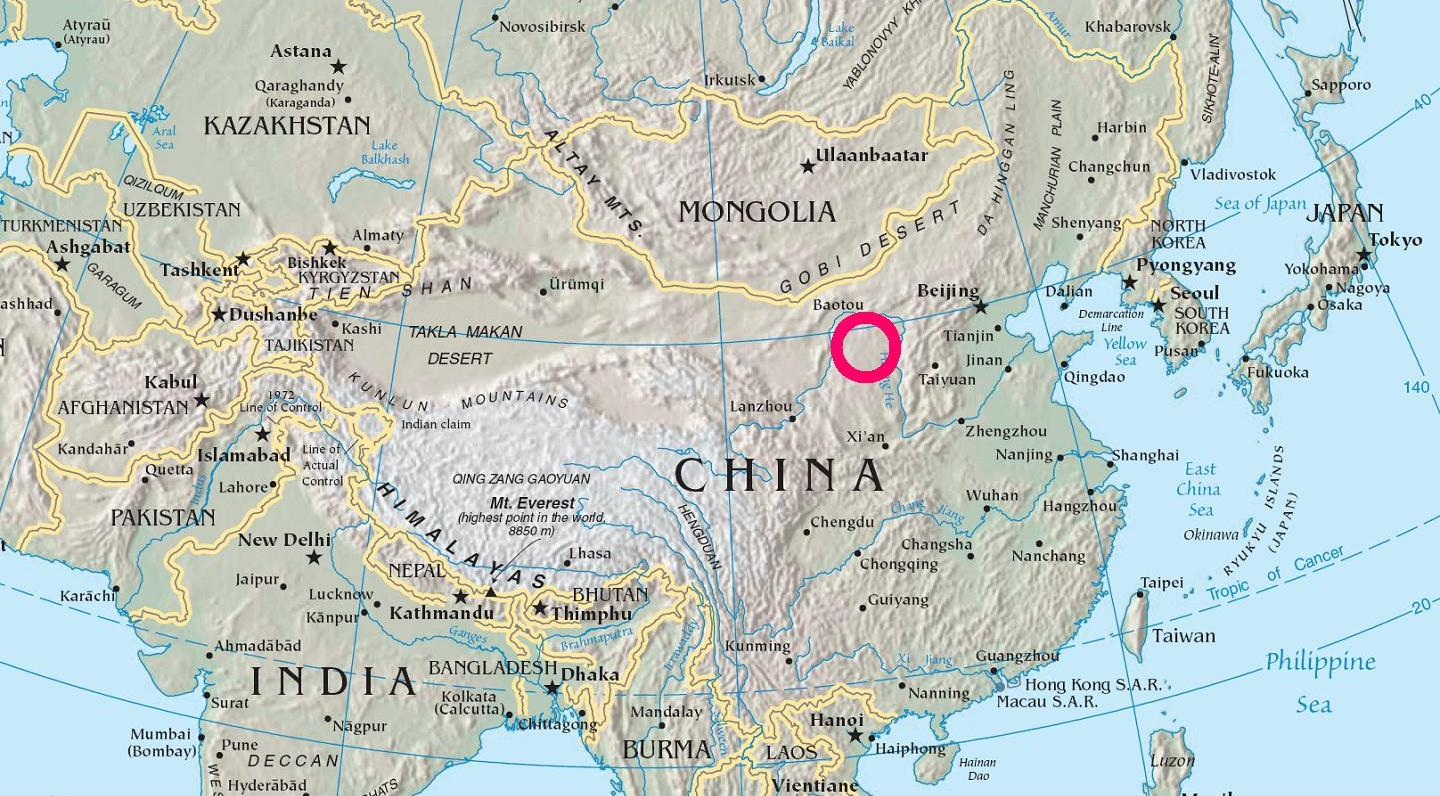
Localisation de la culture préhistorique de l'Ordos

La culture de l'Ordos, est une culture du Paléolithique supérieur, décrite dans la grande boucle du Fleuve jaune sur le plateau d'Ordos en Mongolie-Intérieure et plus précisément à Sara-Osso-Gol et à Chouei-tong Keou, en Chine.
Il ne faut pas la confondre avec la Culture de l'Ordos plus récente, de l'âge du bronze et du fer de la même région.